# 1984 (album Bonanza Banzai)
1984 – czwarty album węgierskiego zespołu Bonanza Banzai, wydany w 1991 roku przez Hungaroton-Favorit na LP i MC. Nagrań dokonano w Tom-Tom Studio.
Album był kilkakrotnie wznawiany: na MC (1993) i CD (1996, 2000). Wznowień dokonała wytwórnia Hungaroton-Gong.
Album zajął pierwsze miejsce na węgierskiej liście przebojów.

## Lista utworów
Źródło: discogs.com
1. „Szárnyas fejvadász” – 4:01
2. „Tánc a vékony jégen (Tánc II.)” – 3:35
3. „Like the Rain” – 3:16
4. „Provokatőr” – 4:09
5. „Az érinthetetlenek” – 3:57
6. „Néma film” – 0:48
7. „1984” – 3:56
8. „Támadás” – 3:17
9. „Right” – 3:53
10. „Nem érdekel” – 3:58
11. „Az utolsó pillanat” – 2:32
12. „Techno Forever” – 2:09

## Skład zespołu
Źródło: discogs.com
- Ákos Kovács – wokal, gitara
- Zsolt Hauber – syntezator
- Gábor Menczel – syntezator
- Péter Dorozsmai – perkusja (gościnnie – w utworze 11)